# Suraia (gmina)
Suraia – gmina w Rumunii, w okręgu Vrancea. Obejmuje tylko jedną miejscowość Suraia. W 2011 roku liczyła 4595 mieszkańców.